# Afrida gymnes
Afrida gymnes är en fjärilsart som beskrevs av Dyar 1913. Afrida gymnes ingår i släktet Afrida och familjen trågspinnare. Inga underarter finns listade i Catalogue of Life.